# Regnmåleren
"Regnmåleren" (egentlig "Regnmaaleren") er et digt af Ole Sarvig fra digtsamlingen Grønne Digte (1943) og er udgivet på Povl Branners forlag. Digtet er en del af lyrikantologien i Kulturkanonen fra 2006. 
I digtet sammenstilles regnmålerens opsamling af regn i sommernatten med subjektets sansning af verden.
Digtet er rimløst og opdelt i fem strofer på henholdsvis syv, fire, et, to og seks linjer.